# یارمچا
یارمچا (به اوکراینی: Яре́мче) شهری در استان ایوانو فرانکیسوک در کشور اوکراین قرار دارد. جمعیت این شهر ۸,۰۰۴ نفر (۲۰۲۱ تخمینی) است.

## نگارخانه

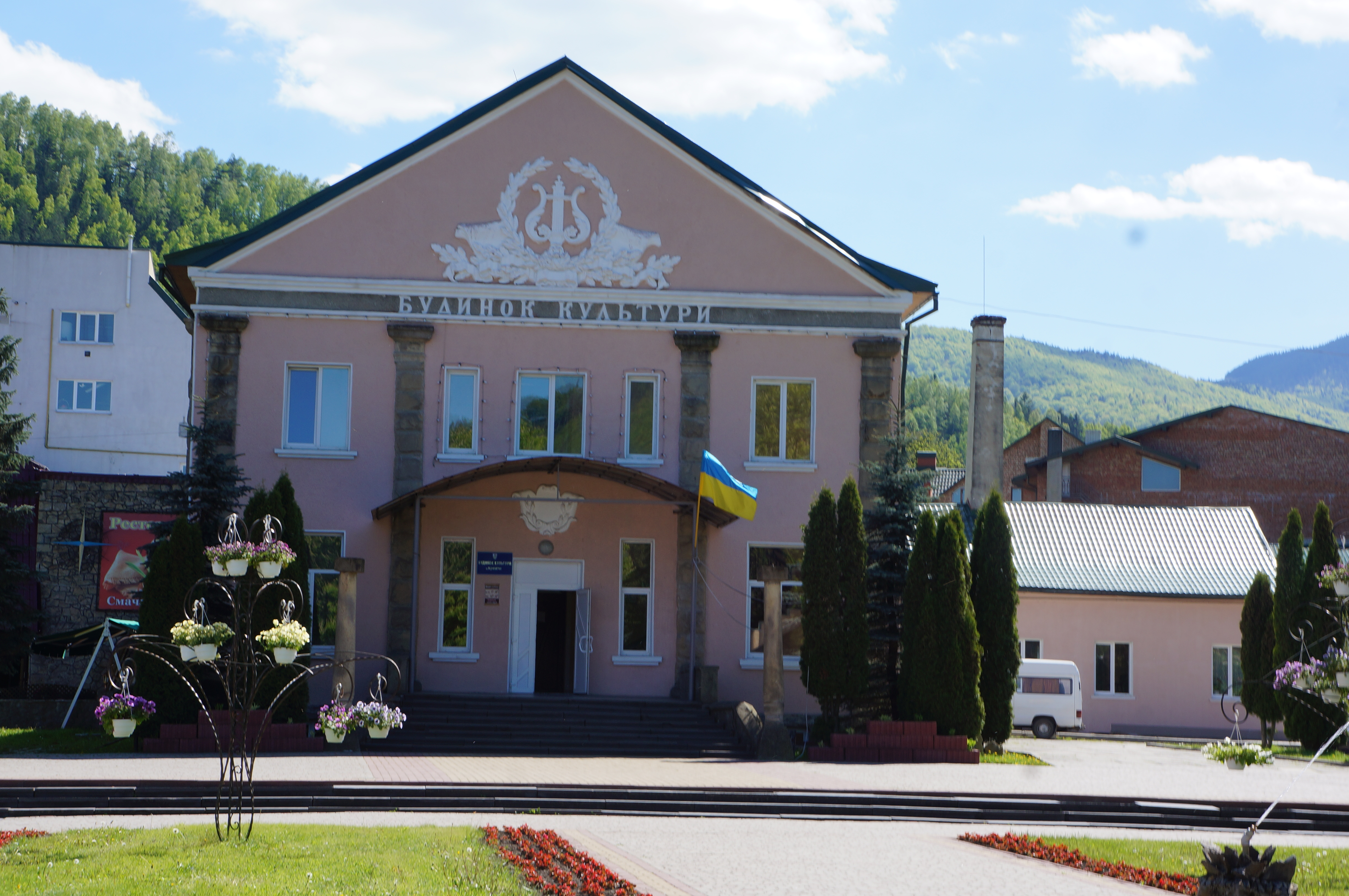
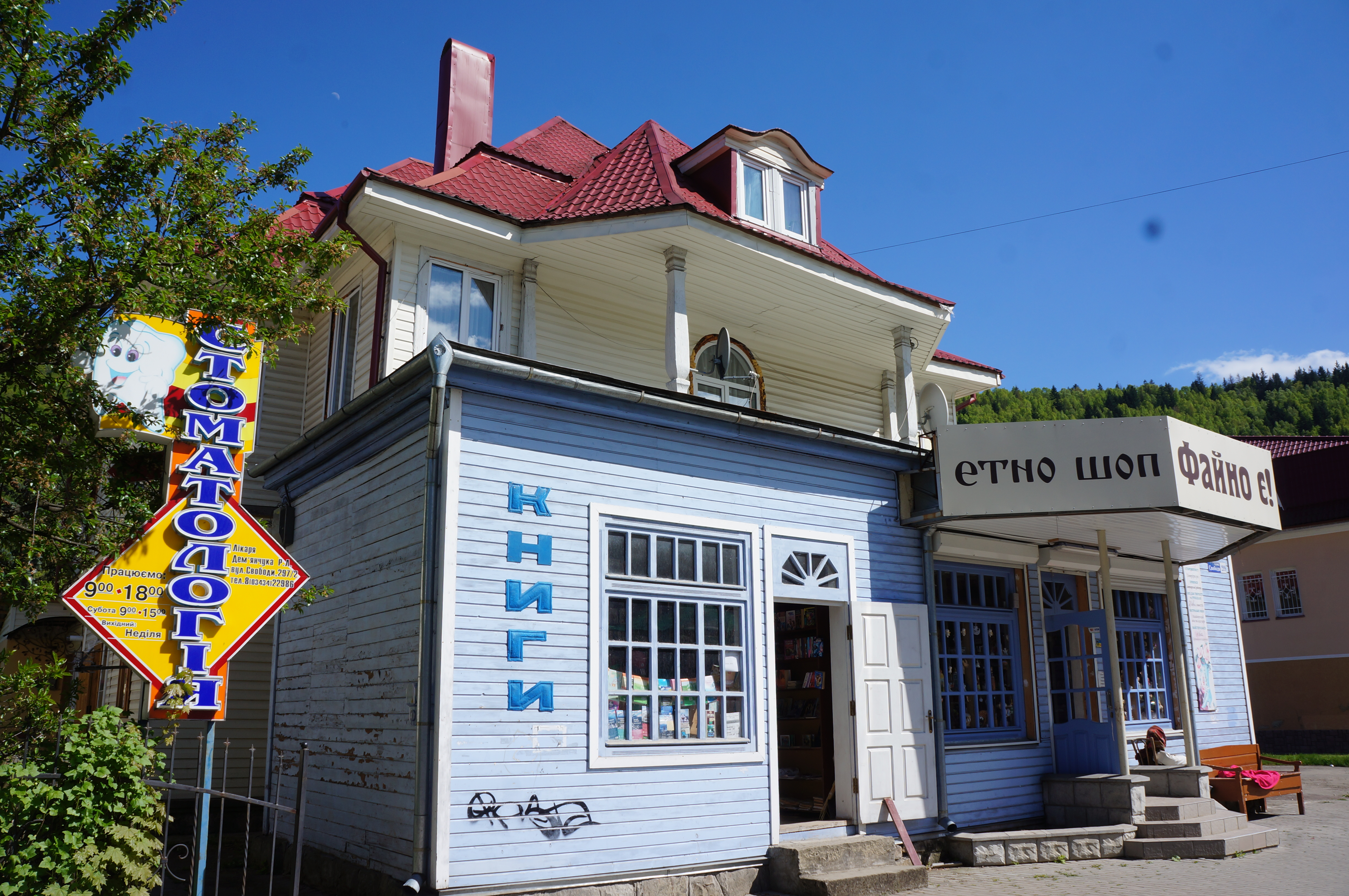
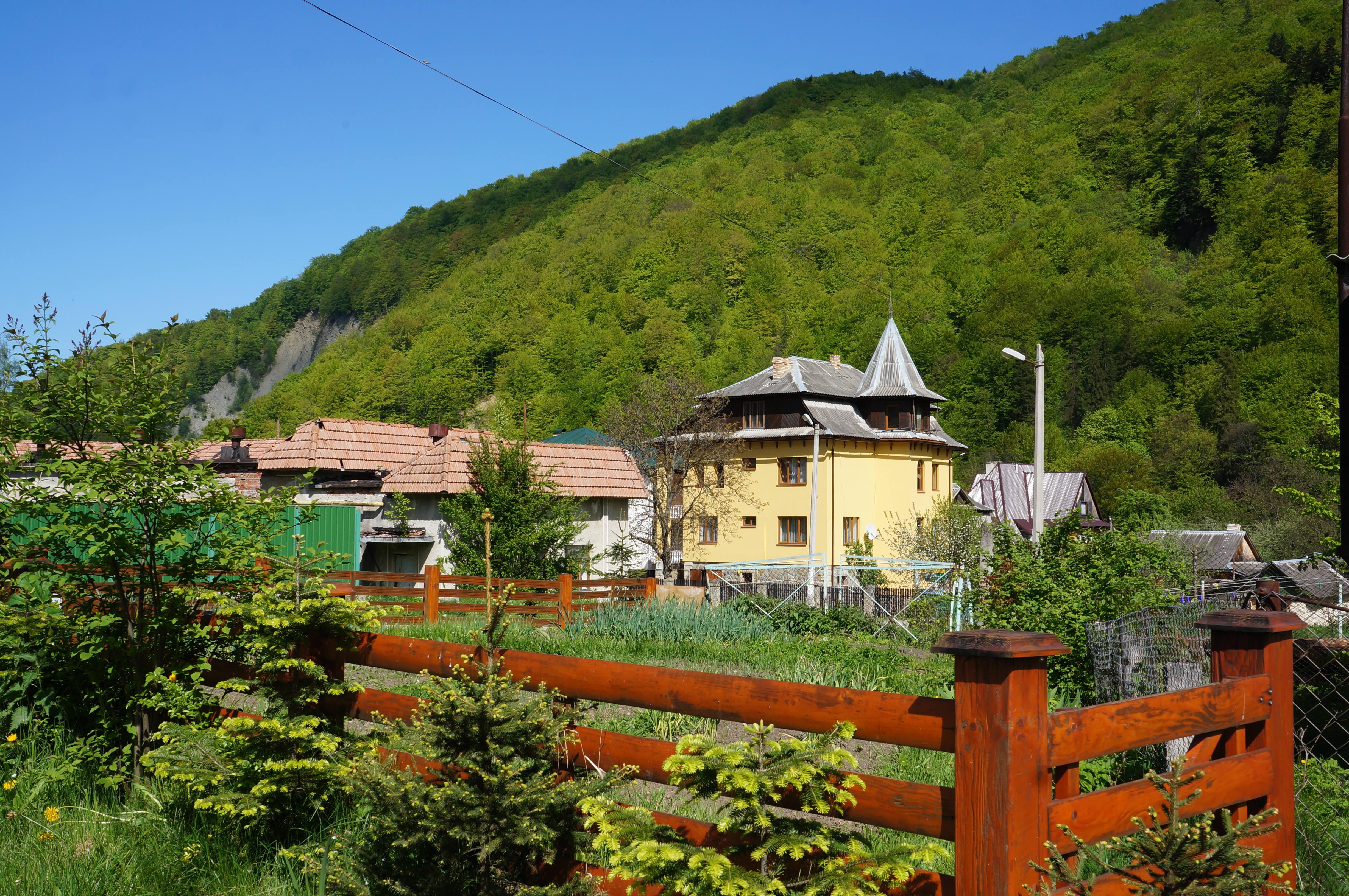
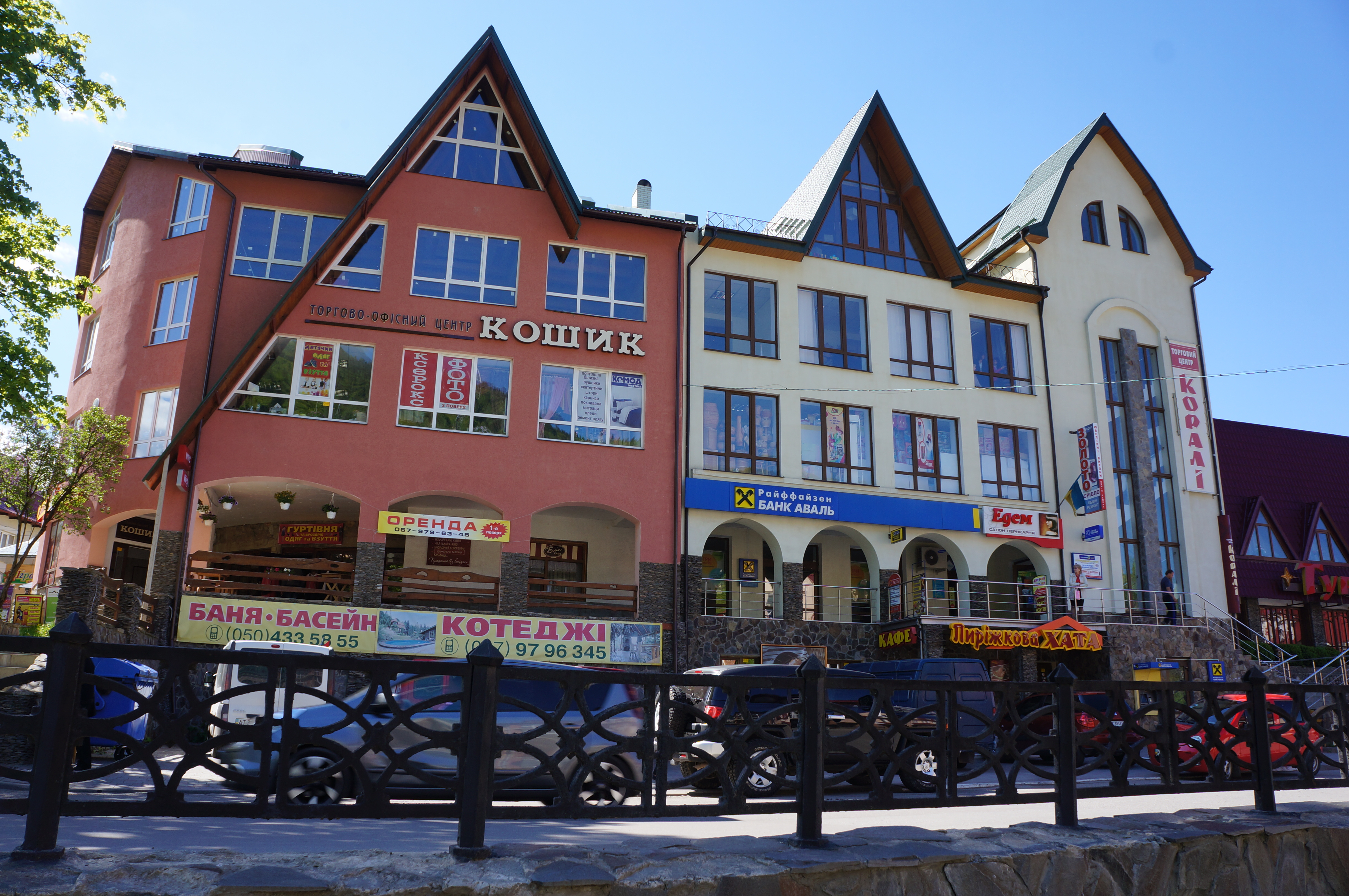
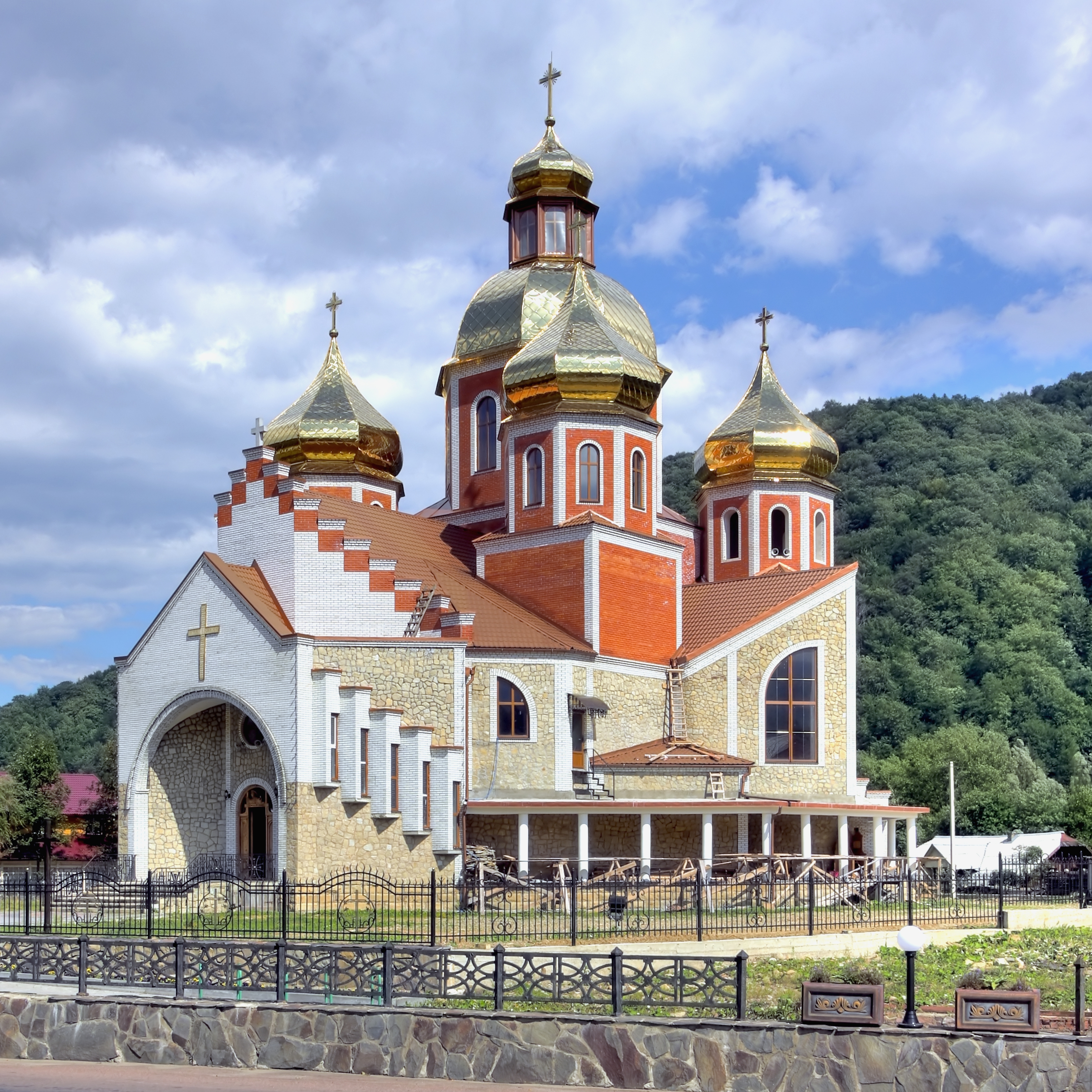
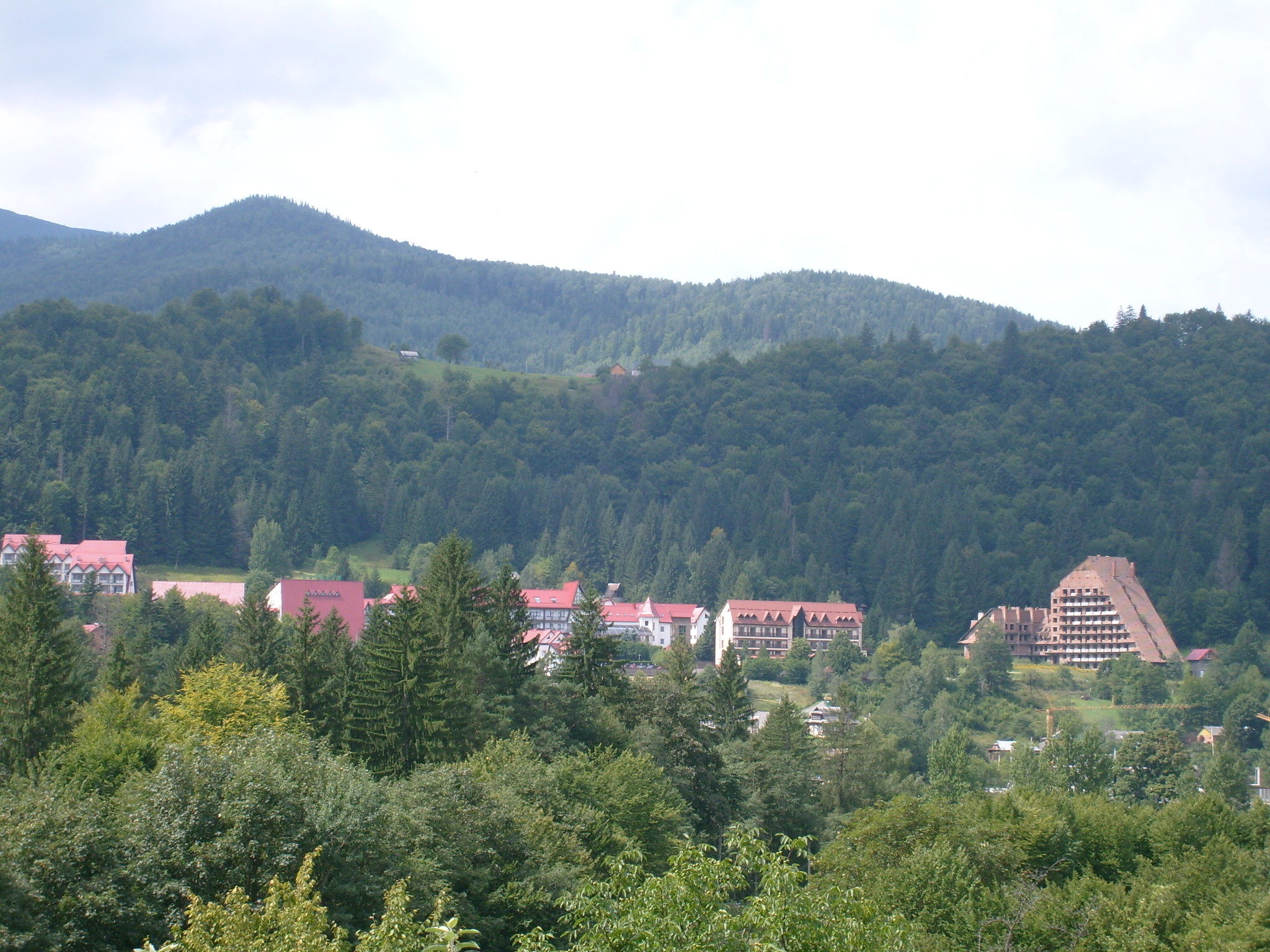
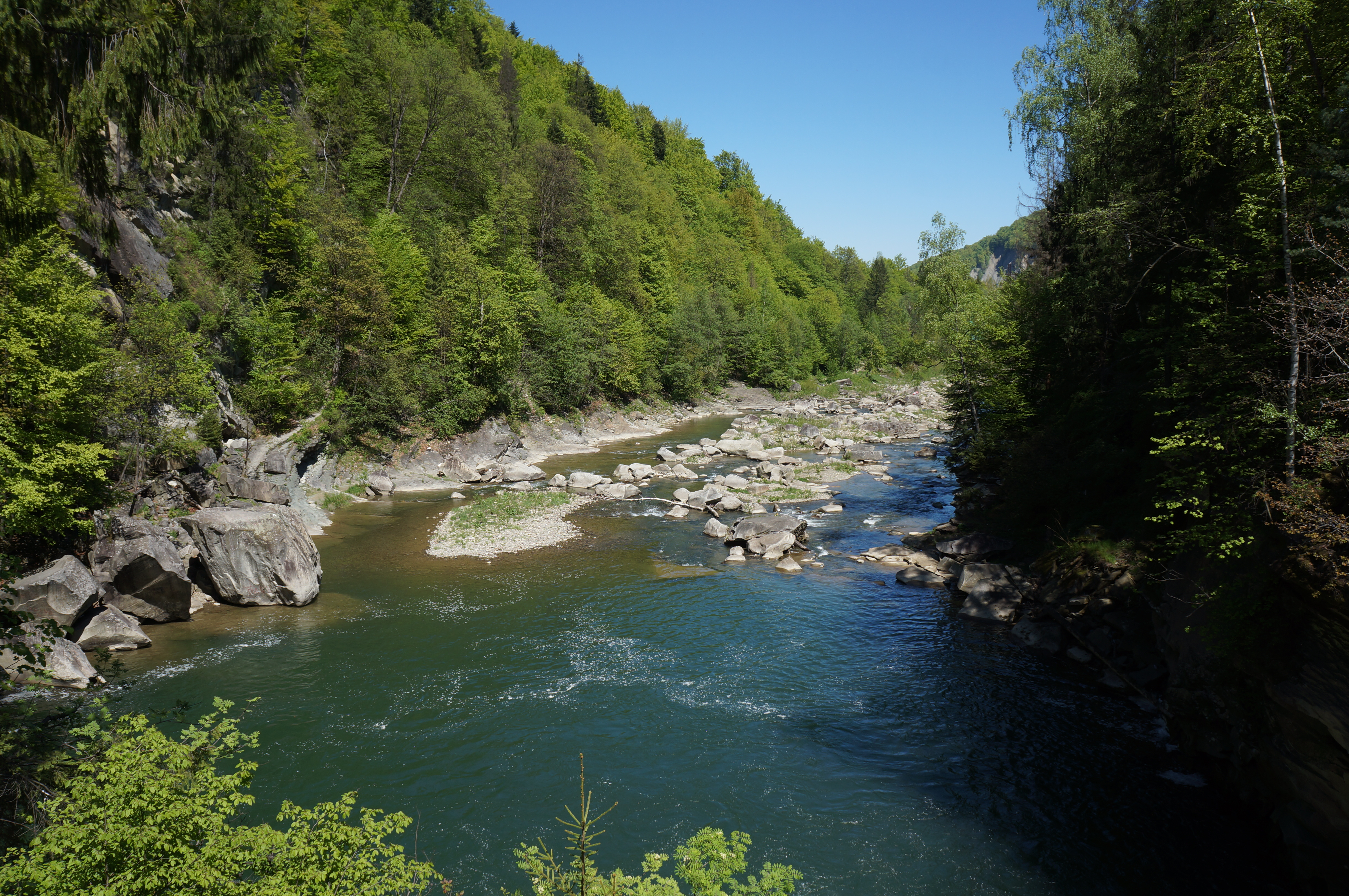